# 梅讷维尔 (埃纳省)
梅讷维尔（法語：Menneville，法語發音：[mɛnvil]）是法国上法蘭西大區埃纳省的一个旧市镇，属于拉昂区。2019年1月1日，梅讷维尔与市镇吉尼库尔合并为新市镇埃纳河畔新城，成为了埃纳河畔新城的委派市镇。

## 地理
梅讷维尔（49°25'9"N, 4°0'30"E）面积7.29 平方千米，位于法国上法蘭西大區埃纳省，该省份为法国北部内陆省份，北起北部省，西接索姆省和瓦兹省，东临阿登省和马恩省，西南至塞纳-马恩省，东北部与比利时接壤。
与梅讷维尔接壤的市镇（或旧市镇、城区）包括：吉尼库尔、埃纳河畔讷沙泰勒、皮尼库尔、普鲁韦、普罗维瑟和普莱努瓦、瓦里斯库尔。
梅讷维尔的时区为UTC+01:00、UTC+02:00（夏令时）。

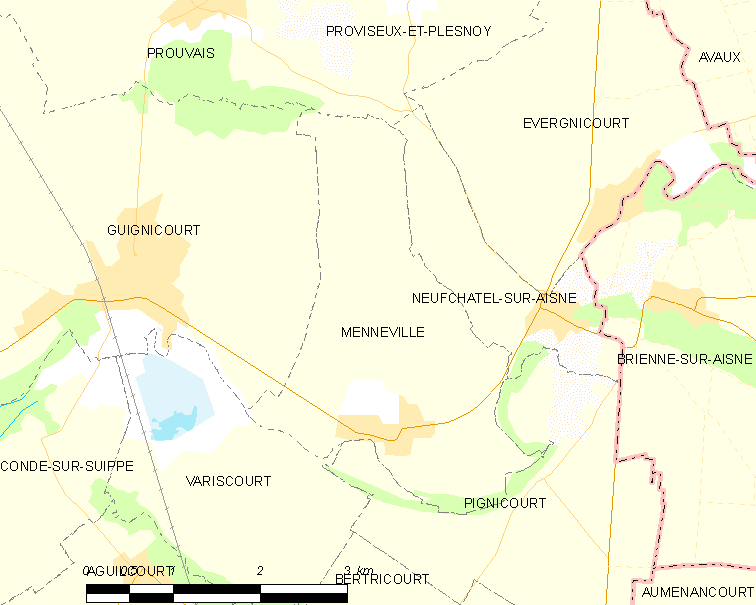
梅讷维尔的OSM定位图

## 行政
梅讷维尔的邮政编码为02190，INSEE市镇编码为02475。

## 政治
梅讷维尔所属的省级选区为埃纳河畔新城县。

## 人口

1962-2008年间梅讷维尔人口变化图示

梅讷维尔于2018年1月1日时的人口数量为511人。